# Julius Vincenz von Krombholz
Julius Vincenz von Krombholz (ur. 19 grudnia 1782 w Oberpolitz, dzisiejsze Horní Police, Czechy, zm. 1 listopada 1843 w Pradze) – niemiecki lekarz i mikolog.

## Życiorys
Od 1803 studiował medycynę na Wydziale Lekarskim Uniwersytetu Karola w Pradze i uzyskał doktorat w 1814. W 1828 roku został mianowany profesorem patologii i terapii specjalnej. Początkowo pracował w instytucie anatomicznym, później został uznanym na arenie międzynarodowej lekarzem i chirurgiem.
Był także profesorem medycyny sądowej, a w latach 1825–1836 ordynatorem Wydziału Chorób Wewnętrznych w Szpitalu Ogólnym przy Karlsplatz w Pradze. W 1827 roku założył bibliotekę kliniki dla studentów medycyny i lekarzy, w 1833 roku fundację wspierającą ubogich studentów, którzy dzięki niemu mogli być leczeni za darmo. Był znany jako opiekun biednych studentów, dlatego wykorzystując swoje wpływy, pomógł m.in. Augustowi Carlowi Josephowi Corda (1809–1849), dzięki czemu przyjęto go na studia.
W wojnach napoleońskich, w latach 1813–1814 wyróżnił się opieką rannych. Leczył także chorych podczas epidemii cholery w 1831 roku w Pradze. W tym samym roku został mianowany rektorem Uniwersytetu Karola w Pradze. W 1837 r. Został nobilitowany za swoją służbę medyczną i edukacyjną jako „Edler von Krombholz”. W 1838 został wybrany członkiem Leopoldiny.
Został pochowany na cmentarzu w Pradze-Olšansy (Olšanské Hrbitovy) w dzielnicy Žižkov, jego zmumifikowane serce jest nadal zdeponowane w Klinice Chorób Wewnętrznych Uniwersytetu Karola w Pradze. W domu jego matki w  Horní Police w 2011 r. umieszczono tablicę pamiątkową.
Oprócz kariery w medycynie, Krombholz interesował się również mykologią. Przeprowadził liczne eksperymenty dotyczące toksyczności grzybów. Jego najważniejsze dzieło to praca pt. Naturgetreue Abbildungen und Beschreibungen der essbaren, schädlichen und verdächtigen Schwämme (1831–1846) – publikacja na temat grzybów, oparta na jego własnych obserwacjach, ciesząca się ogromnym uznaniem dzięki realistycznym tablicom z rycinami przyrodniczymi i opisami grzybów. W dziele tym opisał po raz pierwszy, różnice między grzybami jadalnymi, niejadalnymi i toksycznymi oraz opisał terapie, które mają być stosowane w każdym przypadku zatrucia. Na przykład w piątej części dokumentacji, opublikowanej w 1836 roku, opisał drobiazgowo zatrucia wynikające ze spożycia borowika szatańskiego. Publikacja składa się z dziesięciu części, które zawierają 76 kolorowych tablic narysowanych własnoręcznie przez niego. Krombholz zmarł przed jego ukończeniem, a ostatnie części dzieła zredagował Johann Baptista Zobel (1812–1865).
Inne ważne prace Krombholza to m.in.:
- Abhandlungen aus dem Gebiete der gesammten Akologie, zur Begründung eines Systems derselben (1825)[3].
- Anatomische Beschreibung eines sehr merkwurdigen Anencephalus (z trzema miedziorytam) (1830).
- General-Rapport über die asiatische Cholera zu Prag im Jahre 1831 und 1832 nach den in den Choleraspitälern gewonnenen Erfahrungen (1836)[4]

Wiele grzybów Krombholz opisał jako pierwszy. Standardowy skrót nazwiska: Krombh. jest używany do wskazania jego osoby, jako autora nazw systematycznych, które nadał.
Na jego cześć nazwany był rodzaj Krombhlolzia (synonim: Leccinum – koźlarz).